# Bernard Boutin
Pour les articles homonymes, voir Boutin.
Bernard Joseph Leger "Ben" Boutin (29 mars 1953 - 1986) était un agriculteur et homme politique fransaskois. Il a représenté la circonscription de Kinistino de 1982 à 1986 à l'Assemblée Législative de la Saskatchewan pour le Parti Progressiste-Conservateur.

## Biographie
Ben Boutin est le fils de Jean-Marie Boutin. Il est né à Cudworth, en Saskatchewan, mais il a vécu à Domremy.